# Hromové
Hromové (1636 m) – wysoki, choć niezbyt wybitny szczyt w tzw. krywańskiej części Małej Fatry w Centralnych Karpatach Zachodnich na Słowacji.
Szczyt Hromovégo znajduje się w głównej grani krywańskiej Małej Fatry, ok. 800 m na północny wschód od szczytu Chleba. Od sąsiedniego na północny wschód wierzchołka Sten oddzielony jest płytką przełęczą Sedlo za Hromovým. Hromové stanowi lokalne spiętrzenie wąskiego w tym miejscu grzbietu, opadającego stromymi stokami na obie strony: na północny zachód – ku Starej Dolinie (odnoga Doliny Vrátnej, a na południowy wschód – ku Dolinie Szutowskiej (słow. Šútovská dolina). Stoki opadające ku Dolinie Wratnej są strome i lawiniaste. Wchodzą w skład obszaru ochrony ścisłej o nazwie rezerwat przyrody Chleb.
Hromové wznosi się ponad górną granicę lasu. Grzbiet, pokryty w większości górskimi łąkami, obfituje w doskonałe widoki na otoczenie Doliny Vratnej i sąsiednie grupy górskie. Na południowo-wschodnich stokach Hromovégo znajdują się tzw. Mojžišove pramene (pol. Źródła Mojżesza).
Grzbietem Hromovégo biegnie czerwono znakowany szlak turystyczny, biegnący wzdłuż całego głównego grzbietu Małej Fatry. Na grzbiet, tuż na północ od szczytu, wyprowadzają żółte znaki szlaku z Chaty pod Chlebom.

## Szlaki turystyczne
Snilovské sedlo – Chleb – Hromové – Steny – Poludňový grúň. Czas przejścia: 1.35 h, ↓ 1.50 h
  Hromové – Kopiská – Chata pod Chlebom